# Karl Schrader (Richter)
Karl Schrader (* 22. Juni 1876 in Dortmund; † 18. November 1957) war ein deutscher Jurist, Richter und Senatspräsident beim Reichsgericht.

## Leben
Er war der Sohn eines Landgerichtspräsidenten aus Verden. Seine Konfession war evangelisch. Er legte 1899 und 1904 die Staatsprüfungen mit „ausreichend“ ab und wurde im selben Jahr Assessor. 1906 wurde er Landrichter beim LG Duisburg. Im Ersten Weltkrieg bekleidete er den Rang eines Leutnants der Landwehr. 1917 wurde er zum Landgerichtsrat befördert. Am 16. September 1919 ernannte man ihn zum Direktor des LG Duisburg. Am 1. Mai 1927 kam er an das Reichsgericht. Er war als Richter im VI. und III. Zivilsenat tätig. 1934 ernannte man ihn zum Mitglied des Arbeitsrechtsausschusses der Akademie für Deutsches Recht.
1937 erfolgte unter Schraders Vorsitz der Freispruch Hans von Wedemeyers, der zuvor von einem Ehrengericht in einem politischen Prozess wegen unsozialen Verhaltens verurteilt worden war.
Am 1. Mai 1938 wurde er zum Senatspräsidenten V. Zivilsenat ernannt. Am 31. März 1942 pensionierte man ihn und einen Tag später ernannte man ihn zum Beamten auf Widerruf, als solcher war er als Vorsitzender des Reichsarbeitsgerichts tätig. Bis 1944 war er Richter im III. Zivilsenat.

## Mitgliedschaften
- Von 1919 bis zum 1. Juli 1927 Mitglied der DVP
- 1. Mai 1937 Eintritt als Mitglied der NSDAP (Mitgliedsnummer 5.823.952)

## Ehrungen
- 1938 Goldenes Treudienst-Ehrenzeichen
- Kriegsverdienstkreuz II. Klasse ohne Schwerter